# Kajgulik pręgowany
Kajgulik pręgowany, kajgulik, foka pręgowana (Histriophoca fasciata) – gatunek drapieżnego ssaka z rodziny fokowatych (Phocidae).

## Taksonomia
Gatunek po raz pierwszy zgodnie z zasadami nazewnictwa binominalnego opisał w 1783 roku niemiecki zoolog Eberhard August Wilhelm von Zimmermann nadając mu nazwę Phoca fasciata. Holotyp pochodził z Wysp Kurylskich, w Rosji. Jedyny żyjący współcześnie przedstawiciel rodzaju kajgulik (Histriophoca). 
Autorzy Illustrated Checklist of the Mammals of the World uznają ten gatunek za monotypowy. 

### Etymologia
- Histriophoca: łac. histrio, histrionis „arlekin, aktor”; rodzaj Phoca Linnaeus, 1758 (foka)[3].
- fasciata: łac. fasciatus „w paski, paskowany”, od fascia „pasek, taśma”[10].

## Zasięg występowania
Kajgulik pręgowany występuje w wodach Morza Wschodniosyberyjskiego, Morza Czukockiego, zachodniej części Morza Beauforta i Morza Beringa, oraz Morza Ochockiego i północnego Oceanu Spokojnego na wysokich szerokościach geograficznych, od Hokkaido i północnego Morza Japońskiego po Alaskę.

## Morfologia
Długość ciała około 150–175 cm; masa ciała 70–110 kg. Noworodki osiągają długość około 90 cm i ciężar około 10 kg. Ciemnobrązowa sierść w biało-żółte pasy. Młode rodzą się całkiem białe.

## Tryb życia
Żyje pojedynczo lub w małych stadach. Żywi się rybami i głowonogami.

## Status zagrożenia
W Czerwonej księdze gatunków zagrożonych Międzynarodowej Unii Ochrony Przyrody i Jej Zasobów został zaliczony do kategorii LC (ang. least concern „najmniejszej troski”).